# Видео (Мой Мир)
Видео, ранее Видео Mail.ru — бесплатный сервис компании VK, совмещающий хостинг пользовательских видеороликов и поисковую систему по ним. Каждый зарегистрировавшийся пользователь (с помощью специального универсального аккаунта Mail.ru) может добавлять свои видеофрагменты. Видео-фрагменты могут быть внедрены непосредственно в HTML-код любой веб-страницы. Есть возможность комментировать и голосовать за чужие работы, регулировать уровень доступа, добавлять ролики в избранное, подписываться на понравившихся авторов и публиковать видео у себя в блоге.
Сервис окупается за счёт показываемой рекламы и дополнительных сервисов (платной является услуга вывода ролика на главную страницу).
В настоящее время сервис функционирует как отдельный раздел на сайте социальной сети «Мой Мир».

## История
Будучи запущенным в октябре 2006-го года, Видео Mail.ru стал первым публичным видеохостингом в рунете.
С 2007 года на портале стали проводиться онлайн-телетрансляции.
Летом 2008 года сервис был существенно обновлён: изменился дизайн, интерфейс видеоплеера. Интерфейс стал более удобным, появились метки (теги), повысилось качество воспроизведения видео. Были внедрены технологии AJAX. Повысилось качество видео — стал доступен HD-режим просмотра и публикации роликов.
В ноябре 2010 года, в рамках борьбы с пиратством, видеохостинг поделили на две части — профессиональную (лицензированное видео, предоставляемое правообладателями) и любительскую (видео пользователей, находится в отдельной категории). Рядовые пользователи могут теперь загружать видео только через социальную сеть Мой мир@Mail.ru.
По данным на 2010 год, Видео Mail.ru занимало второе место среди аналогичных российских сервисов, имея 5,5 млн просмотров в день и занимая 26 % рынка.
В 2013 году видеохостинг снова стал единым. Теперь он перенаправляет на видео в социальной сети Мой мир@Mail.ru.

## Онлайн-трансляции
Среди организованных с помощью видеохостинга прямых эфиров:
- Старт корабля Союз ТМА-10[10].
- Разговор с Владимиром Путиным (2010 год)[11].
- Конференция министра связи и массовых коммуникаций России Игоря Щёголева (2009 год)[12].
- Конференция Максима Галкина[13].
- Инаугурация Президента России Дмитрия Медведева (2008 год)[14].